# بالیول بولتون
بالیول بولتون (به انگلیسی: Boulton_Paul_Balliol) یک هواگرد ملخ‌پیشین تک‌موتوره از نوع هواپیمای آموزشی ساخت شرکت Boulton Paul Aircraft است. هواگرد بالیول بولتون نخستین پروازش را در ۳۰ مه ۱۹۴۷ میلادی انجام داد. این هواگرد در سال ۱۹۵۰ میلادی رسماً معرفی گردید. در مجموع، تعداد ۲۲۹ فروند از این هواگرد ساخته شده‌است.
طراح این هواگرد، John Dudley North بود.